# Губкинский
Гу́бкинский — город в Ямало-Ненецком автономном округе России.

## Этимология
Назван в честь советского геолога Ивана Михайловича Губкина.

## География
Город расположен на левом берегу реки Пякупур, в 200 километрах к югу от Северного полярного круга в северо-восточной части Западно-Сибирской равнины, в лесотундровой зоне. В 16 км от города находится железнодорожная станция Пурпе на линии Тюмень — Сургут — Новый Уренгой.

## История
Основан 22 апреля 1986 года. Изначально его хотели назвать "Тарасовским" по его расположению вблизи Тарасовского месторождения, также предлагалась идея названия "Пурпе". Идея назвать город Губкинским родилась 10 декабря 1986 года на общем собрании коллектива ПО «Пурнефтегаз», на котором работники Тарасовского НГДУ предложили дать будущему городу имя академика Губкина. – основателя советской нефтяной геологии. Это предложение было поддержано большинством и спустя чуть больше года, 18 апреля 1988 года – поселку на территории Пурпейского сельсовета Пуровского района Указом Президиума Верховного Совета РСФСР присвоено имя Губкинский.  В 1996 году Губкинский получил статус города окружного значения. Законом от 23 апреля 2021 года, в состав города Губкинского был включён посёлок Пурпе. В сентябре 2021 года город отметил своё 35-летие

## Статус и местное самоуправление
Город как административно-территориальная единица ЯНАО имеет статус города окружного значения. В рамках местного самоуправления образует одноимённое муниципальное образование со статусом городского округа как единственный населённый пункт в его составе.
Структуру органов местного самоуправления города Губкинского составляют:
- Глава города Губкинского, являющийся главой местной Администрации — глава муниципального образования город Губкинский. Глава города - Бандурко Андрей Витальевич
- Городская Дума города Губкинского — представительный орган муниципального образования город Губкинский. Депутатский корпус состоит из 22 депутатов избранных из 5 многомандатных избирательных округов,
- Администрация города Губкинского как местная администрация — высший исполнительно-распорядительный орган муниципального образования город Губкинский,
- департамент по управлению муниципальным имуществом города Губкинского — исполнительно-распорядительный орган специальной компетенции,
- Контрольно-счётная палата муниципального образования город Губкинский (Контрольно-счётная палата города Губкинского) — контрольно-счётный орган муниципального образования город Губкинский.

Главой города (главой муниципального образования) является Андрей Витальевич Бандурко, председателем Городской Думы — Пескова Ольга Николаевна.

## Экономика
Губкинский возник как базовый центр в связи с промышленным освоением группы самых северных в Западной Сибири нефтегазовых месторождений, перспективных по запасам углеводородного сырья, отличающегося уникальными свойствами. Основной отраслью промышленности является нефтегазодобывающая. В Губкинском находится наиболее перспективное в системе НК «Роснефть» предприятие — ООО «РН-Пурнефтегаз».
Газодобывающая отрасль представлена введённым в 1993 году в промышленную эксплуатацию Комсомольским газовым промыслом ООО «Газпром добыча Ноябрьск». С введением в 1999 году Губкинского газового месторождения ЗАО «Пургаз» в муниципальном образовании «Город Губкинский» газодобывающая отрасль получила дальнейшее развитие. Переработку и осушку попутного нефтяного газа, производство газового бензина осуществляет филиал АО «СибурТюменьГаз» (Губкинский ГПЗ).

## Население
| 1989    | 2000    | 2001    | 2002    | 2003    | 2005    | 2006    |
| ------- | ------- | ------- | ------- | ------- | ------- | ------- |
| 9676    | ↗19 200 | ↗19 700 | ↗20 407 | ↘20 400 | ↗21 600 | ↗22 000 |
| 2007    | 2008    | 2009    | 2010    | 2011    | 2012    | 2013    |
| ↗22 300 | ↗22 700 | ↗23 098 | ↗23 335 | ↗23 681 | ↗25 848 | ↗26 254 |
| 2014    | 2015    | 2016    | 2017    | 2018    | 2019    | 2020    |
| ↘26 214 | ↗27 070 | ↗27 346 | ↘27 238 | ↗27 930 | ↗28 564 | ↗29 161 |
| 2021    | 2023    |         |         |         |         |         |
| ↗33 273 | ↗33 869 |         |         |         |         |         |

На 1 января 2025 года по численности населения город находился на 426-м месте из 1124 городов Российской Федерации.
Национальный состав
По данным Всероссийской переписи населения 2010 года:
| Национальность | Численность (чел.) | Процентное соотношение |
| -------------- | ------------------ | ---------------------- |
| Русские        | 14 186             | 60,79 %                |
| Украинцы       | 2808               | 12,03 %                |
| Татары         | 1645               | 7,05 %                 |
| Башкиры        | 816                | 3,50 %                 |
| Белорусы       | 569                | 2,44 %                 |
| Кумыки         | 384                | 1,69 %                 |
| Молдаване      | 364                | 1,56 %                 |
| Азербайджанцы  | 241                | 1,03 %                 |
| Чуваши         | 208                | 0,89 %                 |
| Гагаузы        | 155                | 0,66 %                 |
| Даргинцы       | 151                | 0,65 %                 |
| Другие         | 1539               | 6,60 %                 |
| Не указали     | 268                | 1,11 %                 |
| Всего          | 23 335             | 100,00 %               |

## Климат
Губкинский расположен в зоне резко континентального климата, средняя температура января −26,9, июля +20,2.
- Среднегодовая температура воздуха — −4,0 °C
- Относительная влажность воздуха — 77,0 %
- Средняя скорость ветра — 3,1 м/с
- Самая низкая температура, зарегистрированная в городе Губкинский: −54,2 °C (2006 год)
- Самая высокая температура, зарегистрированная в городе Губкинский: +36,4 °C

## Образование
В городе реализуется программа непрерывного образования, которая позволяет молодёжи, ещё учась в школе, выбрать профессию и затем получить специальное и высшее образование в родном городе. Действуют 6 детских садов, 7 общеобразовательных школ, вечерняя школа, школа коррекции, детские школы искусств (художественная и музыкальная), культурно-досуговое учреждение («Централизованная клубная система города Губкинского»), школа народного танца. В начале учебного года 2020-21 Школа №5 получила статус первого Лицея в городе
- Государственное бюджетное профессиональное образовательное учреждение Ямало-Ненецкого автономного округа "Губкинский профессиональный колледж" (бывший филиал "Муравленковского Многопрофильного Колледжа", преобразован 5 октября 2023 года)
- Филиал Удмуртского государственного университета
- Представительство Российского государственного университета нефти и газа им. И. М. Губкина
- Представительство Томского государственного университета
- Представительство Тюменского государственного университета
- Представительство Тюменской архитектурно-строительной академии
- Представительство Уфимского государственного нефтяного технического университета

## Культура и спорт
Сотрудники «Музея освоения Севера» систематизируют и хранят коллекции, отражающие исторические этапы становления города и региона, проводят научную работу по изучению освоения человеком северных территорий с древнейших времён до наших дней, занимаются написанием статей в свободной энциклопедии.http://muzeyos.ru/
В состав МБУ «ЦБС г. Губкинского» входят 3 библиотеки: центральная, детская и компьютерная библиотеки. Центральная и детская библиотеки работают с 7 июня 1990 года как филиалы Ямало-Ненецкой ЦБС, компьютерная библиотека открыта 1 сентября 1998 года. Учредителем МБУ «ЦБС г. Губкинского» является МКУ «Управление культуры Администрации города Губкинского».
Книжный фонд Губкинской ЦБС является универсальным и составляет 55 800 различных документов. В фонде имеется специализированная литература для слепых и слабовидящих людей (иллюстрированные книжки для маленьких слепых детей, книги Брайля).http://gcbs.ru/
В Школе народного танца занимаются участники губкинского коллектива — заслуженного ансамбля народного танца России «Северное сияние».http://gubshi.ru/
С 1 января 2015 года в Губкинском начала свою работу централизованная клубная система, созданная в результате слияния двух учреждений: МБУ "ГДК «Олимп» и МБУ "МЦ «Факел». В структуру учреждения входят: ГДК «Олимп», ДК «Нефтяник», студия звукозаписи «Rec Sound» и рекламно-художественный отдел. МБУ «ЦКС г. Губкинского» традиционно является центром проведения самых значимых городских мероприятий. В течение года работниками учреждения проводится более 300 мероприятий разного уровня на разных площадках города (праздничных и концертных программ, вечеров отдыха, конкурсов и фестивалей, новогодних спектаклей и утренников и т. д.). Диски губкинских исполнителей записываются на городской студии звукозаписи «Rec Sound» МБУ «ЦКС г. Губкинского».https://www.gubcks.ru
В городе развита сеть учреждений физкультуры и спорта, в которых более трети жителей города занимаются 24 видами спорта. Активно работают с населением спортивные клубы, один из лучших в России спортивно-стрелковый клуб «Фортуна», центр спорта и творчества «Ямал», физкультурно-спортивный комплекс «Юность». Лыжную базу «Снежинка» посещают не только горожане; здесь часто проходят окружные и областные соревнования.
В «ЦСиТе» (Центр спорта и творчества) команда по мини-футболу заняла второе место в Кубке Пуровского Района 2009 года.
В 2015 году в городе открылся Спортивная школа «Арктика», в состав которого входит единственный в ЯНАО 50-метровый бассейн, спортивный зал для игровых видов спорта, скалодром, малый бассейн для занятий с маленькими детьми, большой тренажёрный зал. Игровой зал и большой бассейн оборудованы трибунами. В спортивном комплексе регулярно проводятся региональные соревнования по различным дисциплинам. С 2021 года в «Арктике» базируется академия волейбольного клуба «Факел»
В Губкинском проживал писатель Юрий Михайлович Блинов.
В Губкинском родилась певица и актриса Валерия Сушина (Астапова).

## Средства массовой информации
В городе издаётся общественно-политическая газета «Губкинская неделя», которая выходит в печать еженедельно, по пятницам, на 12—20 полосах формата А-3, средний тираж составляет 2000 экземпляров, распространяется в г. Губкинском и п. Пурпе. Газета также является публикатором нормативных правовых актов органов местного самоуправления. Основная часть тиража реализуется в розницу, подписка организована в редакции.
С 1993 года ежедневно в эфир выходят программы Губкинской телерадиокомпании «Вектор 24». С июня 2018 года телеканал перешёл на собственное круглосуточное вещание. Зрители могут увидеть диалоги с представителями власти в прямом эфире и в записи, интервью и специальные репортажи, мультфильмы, новости и тематические передачи, познавательные и развлекательные проекты, рекламные ролики и творческие зарисовки, фильмы и сериалы.
Радиостанции:
- 66,74 — Радио России / ГТРК Ямал (100 Вт, 60 м) (Молчит)
- 70,40 — Радио Маяк (УСИ? 100 Вт, 60 м) (Молчит)
- 88,1 — Европа Плюс (250 Вт)
- 100,8 — Маруся FM (100 Вт)
- 101,6 — Радио России / ГТРК Ямал (100 Вт, 50 м)
- 102,6 — Авторадио / Вектор Плюс [МУ Губкинская ТРК Вектор] (Вектор 200 Вт, 35 м, 7 дБ) лиц 4038, 8795, 15537 (102,5?)
- 103,2 — Дорожное радио [ЗАО Радио Западной Сибири] (100 Вт) лиц 9231, 12710, 14888
- 105,0 — Русское радио (250 Вт)
- 105,6 — Радио Рекорд (100 Вт)
- 107,2 — (ПЛАН) Ретро FM (100 Вт)

Телевидение
- 3 — ТВ3 / Ямал / ТВЦ / ТРК Луч (Пурпе 100 Вт)
- 21 — ++ (Пурпе / Молодёжная, 35/ 100 Вт)
- 23 — РЕН ТВ [Экипаж ТВ] [ООО ТО Экипаж] (Пурпе/Молодёжная, 35/ 100 Вт) лиц 10396, 18405
- 26 — НТВ [МУ ИА Вектор-Информ] (Вектор 100 Вт) лиц 6834
- 28 — Вектор / ТНТ [МБУ Губкинская ТРК Вектор] (Вектор 100 Вт) лиц 3177, 7150, 21773
- 29 — цифра DVB-T2 (1мп) (новая 500 Вт, 52 м Пурпе/Молодёжная, 35/ 1 кВт)
- 33 — Ямал-информ / … [МУ Губкинская ТРК Вектор] (Вектор 100 Вт)
- 38 — Вектор / РЕН ТВ  [Компас / ТНТ] [МБУ Губкинская ТРК Вектор] (Вектор 100 Вт) лиц 3660, 8796, 21774
- 40 — цифра DVB-T2 (2мп) (новая 500 Вт, 52 м)
- 49 — план ТВ3 [Экипаж ТВ] [ООО ТО Экипаж] (Пурпе/Молодёжная, 35/ 100 Вт) лиц 11326, 19473
- 51 — ++ (Пурпе/Молодёжная, 35/ 100 Вт)

## Город побратимы
{Нягань}(ХАМО)
{Ялуторовск} 
(Тюменская область)

## Инфраструктура
Образование
Дошкольное образование
МАДОУ "ТЕРЕМОК"